# San Giovanni Battista (Rodin)
Il San Giovanni Battista (Saint Jean Baptiste), o San Giovanni Battista che predica, è una delle prime statue in bronzo di Auguste Rodin, del 1878. L'opera conferma il genio dell'artista dopo L'età del bronzo e ne esistono varie versioni, le più note delle quali sono esposte al museo d'Orsay e al museo Rodin di Parigi.

## Storia
Per dimostrare il suo genio e zittire i detrattori della statua enea L'età del bronzo, nel 1878 Rodin creò una statua di san Giovanni il Battista più grande delle dimensioni di un uomo.
Il gesso venne esposto al Salone del 1880 (n. 6691) e il bronzo nel 1881 (n. 4263). Quindi quest'ultimo venne acquistato dallo stato, e attualmente si trova al museo d'Orsay.
Sono note due versioni in gesso, una al Muma (Museo d'arte moderna André Malraux, a Le Havre) e l'altra al museo di Cambrai.

## Descrizione
Questa statua ritrae san Giovanni il Battista. Egli non porta i suoi attributi tipici (le vesti di pelle di cammello, il bastone...), bensì è rappresentato nudo, a ricordare l'ascetismo di questa figura. Il dito puntato verso l'alto evoca la sua predicazione nel deserto.
Il modello dell'opera fu un contadino degli Abruzzi chiamato Pignatelli, il quale posò in piedi con il braccio destro leggermente teso e la mano alzata; i tratti del volto sono di Danielli, un amico dello scultore. Rodin realizzò vari bozzetti a partire dalle idee che suo padre Jean-Baptiste Rodin aveva fomentato fin dalla sua infanzia sulle letture bibliche.
L'opera in bronzo misura 2,3 metri di altezza e la fusione venne realizzata dalla fonderia di Alexis Rudier. Una versione fa parte delle collezioni del museo Rodin e una di formato più piccolo si trova nel museo Soumaya, in Messico.

## Stile
Con quest'opera, Rodin dimostrò che non aveva fatto ricorso ai calchi. Poi egli rivoluzionò la scultura con l'espressività delle forme, delle espressioni, delle emozioni, dei sentimenti e della sensualità, della perfezioni dei volti e anche di parti complesse come le mani, i piedi, eccetera. Egli inventò il proprio "stile rodiniano" con delle nuove tecniche di scultura come l'assemblamento, la moltiplicazione o la frammentazione, contraddicendo del tutto l'accademismo di allora.

## Galleria d'immagini

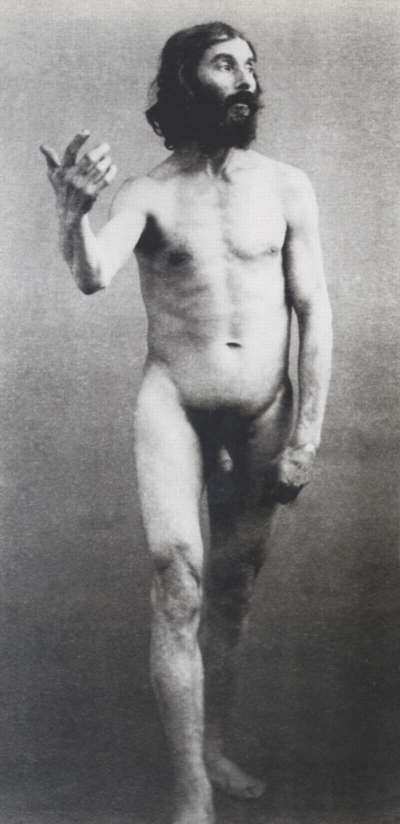
Una foto del modello Pignatelli scattata da Gaudenzio Marconi.
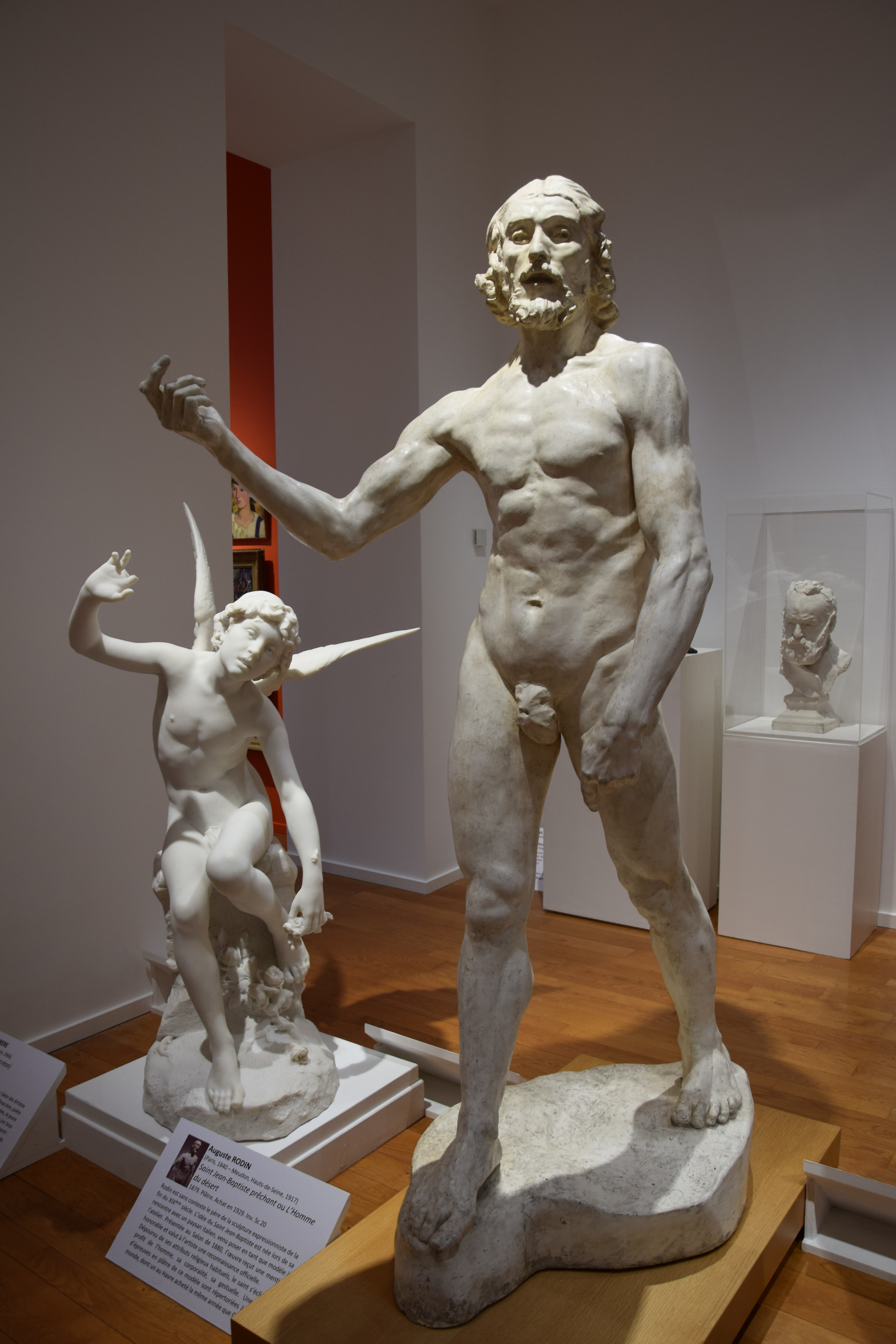
La versione in gesso del museo di Cambrai.
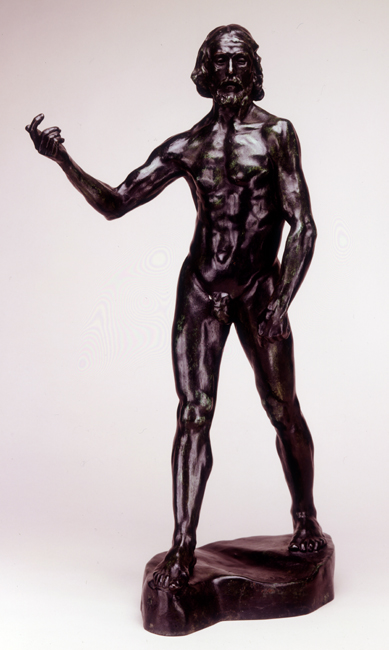
La versione di formato ridotto del museo Soumaya.